# 是松诉合众国案
是松诉合众国案（Korematsu v. United States，323 U.S. 214 (1944)）是第二次世界大战期间美国最高法院于1944年以6比3作成一项判决，认定强制日裔美国人从太平洋沿岸地区迁移的命令为合宪。大法官休戈·布莱克主笔了多数意见。这一判决在后来也成为了美国最高法院史上最为人抨击的判决之一。
2018年，美國最高法院在特朗普诉夏威夷州案裁決支持總統唐纳德·特朗普的旅行禁令，並推翻是松訴合眾國案裁定。

## 参阅
- 是松豐三郎
- 宪法不是自杀协议（英语：The Constitution is not a suicide pact）

## 延伸阅读
- Biskupic, Joan. . USA Today. April 18, 2004. （原始内容存档于2011-12-24）.
- Levy, Robert A.; Mellor, William H. . . New York: Sentinel. 2008: 127–142. ISBN 978-1-59523-050-8.
- Rountree, Clarke. . Quarterly Journal of Speech（英语：Quarterly Journal of Speech）. 2001, 87 (1): 1–24. ISSN 0033-5630. doi:10.1080/00335630109384315.
- Serrano, Susan Kiyomi; Minami, Dale. . Asian Law Journal. 2003, 10: 37. ISSN 1078-439X.
- Tushnet, Mark. . Boston: Beacon Press. 2008: 113–126. ISBN 978-0-8070-0036-6.